# 克尼唐日
克尼唐日（法語：Knutange，法語發音：[knytɑ̃ʒ]；洛林法兰克语：Knéiténgen、Knéiténg）是法国摩泽尔省的一个市镇，属于蒂永维尔区。

## 地理
克尼唐日（49°20'18"N, 6°2'25"E）面积2.43 平方千米，位于法国大東部大區摩泽尔省，该省份为法国东北部内陆省份，是洛林的一部分，西南接默尔特-摩泽尔省，东临下莱茵省，北与卢森堡和德国接壤。
与克尼唐日接壤的市镇（或旧市镇、城区）包括：讷夫谢夫、丰图瓦、阿扬日、尼尔旺日。
克尼唐日的时区为UTC+01:00、UTC+02:00（夏令时）。

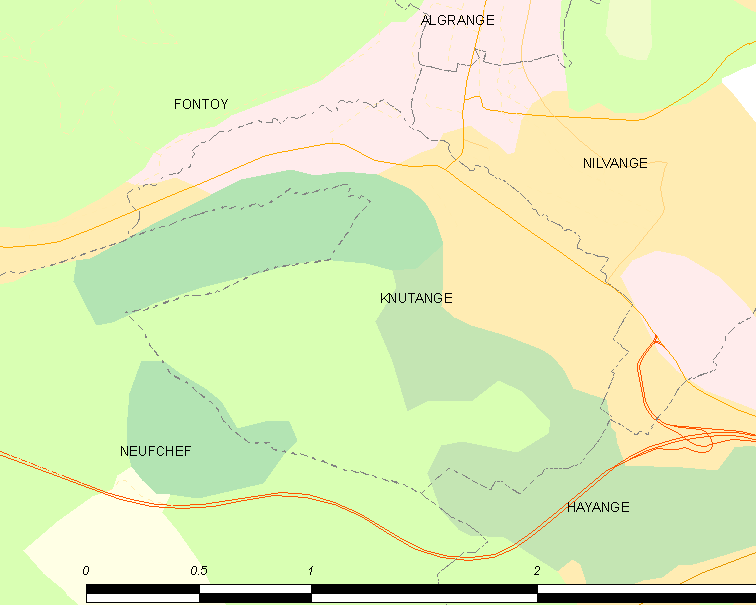
克尼唐日的OSM定位图

## 行政
克尼唐日的邮政编码为57240，INSEE市镇编码为57368。

## 政治
克尼唐日所属的省级选区为阿尔格朗日县。

## 人口

1962-2008年间克尼唐日人口变化图示

克尼唐日于2022年1月1日时的人口数量为3206人。